# Нагороди ФІФА для найкращих 2019
Нагороди ФІФА для найкращих 2019 року — вшанування найкращих футболістів, тренерів та команд 2019 року, що проходило в театрі Ла Скала у Мілані 23 вересня 2019 року
.

## Переможці та номінанти (чоловіки)

### Найкращий футболіст світу
Критеріями вибору були відповідні досягнення за період з 16 липня 2018 року по 19 липня 2019 року.
За результатами голосування 31 липня 2019 року було оприлюднено список з десяти найкращих футболістів. Трійку фіналістів оголошено 2 вересня 2019 року.
Володарем нагороди вшосте став Ліонель Мессі набравши 19,8 % голосів.
| №              | Гравець           | Клуб                  | Національність | Голоси (%) |
| Фіналісти      | Фіналісти         | Фіналісти             | Фіналісти      | Фіналісти  |
| -------------- | ----------------- | --------------------- | -------------- | ---------- |
| 1              | Ліонель Мессі     | Барселона             | Аргентина      | 19.83 %    |
| 2              | Вірджіл ван Дейк  | Ліверпуль             | Нідерланди     | 16.38 %    |
| 3              | Кріштіану Роналду | Ювентус               | Португалія     | 15.52 %    |
| Інші кандидати |                   |                       |                |            |
| 4              | Мохаммед Салах    | Ліверпуль             | Єгипет         | 11.21 %    |
| 5              | Садіо Мане        | Ліверпуль             | Сенегал        | 9.91 %     |
| 6              | Кіліан Мбаппе     | Парі Сен-Жермен       | Франція        | 7.33 %     |
| 7              | Френкі де Йонг    | - Аякс - Барселона    | Нідерланди     | 6.9 %      |
| 8              | Еден Азар         | - Челсі - Реал Мадрид | Бельгія        | 6.9 %      |
| 9              | Маттейс де Лігт   | - Аякс - Ювентус      | Нідерланди     | 3.88 %     |
| 10             | Гаррі Кейн        | Тоттенгем             | Англія         | 2.16 %     |

### Найкращий воротар світу
| №         | Воротар               | Клуб           | Національність | Очки      |
| Фіналісти | Фіналісти             | Фіналісти      | Фіналісти      | Фіналісти |
| --------- | --------------------- | -------------- | -------------- | --------- |
| 1         | Аллісон               | Ліверпуль      | Бразилія       |           |
| 2         | Марк-Андре тер Штеген | Барселона      | Німеччина      |           |
| 3         | Едерсон               | Манчестер Сіті | Бразилія       |           |

### Найкращий тренер світу
Юрген Клопп переміг, отримавши 48 % голосів.
| №              | Тренер             | Команда        | Голоси (%) |           |
| Фіналісти      | Фіналісти          | Фіналісти      | Фіналісти  | Фіналісти |
| -------------- | ------------------ | -------------- | ---------- | --------- |
| 1              | Юрген Клопп        | Ліверпуль      | 20.69 %    |           |
| 2              | Жузеп Гвардіола    | Манчестер Сіті | 16.38 %    |           |
| 3              | Маурісіо Почеттіно | Тоттенгем      | 11.64 %    |           |
| Інші кандидати |                    |                |            |           |
| 4              | Ерік тен Гаг       | Аякс           | 11.21 %    |           |
| 5              | Джамель Бельмаді   | Алжир          | 11.21 %    |           |
| 6              | Дідьє Дешам        | Франція        | 8.19 %     |           |
| 7              | Фернанду Сантуш    | Португалія     | 6.9 %      |           |
| 8              | Тіте               | Бразилія       | 5.17 %     |           |
| 9              | Марсело Гальярдо   | Рівер Плейт    | 4.31 %     |           |
| 10             | Рікардо Гарека     | Перу           | 4.31 %     |           |

### Збірна футболістів ФІФА
| Гравець           | Клуб                  |
| Воротар           | Воротар               |
| ----------------- | --------------------- |
| Аліссон           | Ліверпуль             |
| Захисники         |                       |
| Серхіо Рамос      | Реал Мадрид           |
| Маттейс де Лігт   | - Аякс - Ювентус      |
| Вірджіл ван Дейк  | Ліверпуль             |
| Марсело           | Реал Мадрид           |
| Півзахисники      |                       |
| Еден Азар         | - Челсі - Реал Мадрид |
| Френкі де Йонг    | - Аякс - Барселона    |
| Лука Модрич       | Реал Мадрид           |
| Нападники         |                       |
| Ліонель Мессі     | Барселона             |
| Кріштіану Роналду | Ювентус               |
| Кіліан Мбаппе     | Парі Сен-Жермен       |

Позиції інших претендентів
| №           | Гравець                  | Клуб                       |
| Воротарі    | Воротарі                 | Воротарі                   |
| ----------- | ------------------------ | -------------------------- |
| 2           | Марк-Андре тер Штеген    | Барселона                  |
| 3           | Давід де Хеа             | Манчестер Юнайтед          |
| 4           | Едерсон Мораес           | Манчестер Сіті             |
| 5           | Ян Облак                 | Атлетіко                   |
| Defenders   |                          |                            |
| 5           | Дані Алвес               | - ПСЖ - Сан-Паулу          |
| 6           | Трент Александер-Арнольд | Ліверпуль                  |
| 7           | Ендрю Робертсон          | Ліверпуль                  |
| 8           | Жорді Альба              | Барселона                  |
| 9           | Жерард Піке              | Барселона                  |
| 10          | Тіагу Сілва              | ПСЖ                        |
| 11          | Кайл Вокер               | Манчестер Сіті             |
| 12          | Рафаель Варан            | Реал Мадрид                |
| 13          | Каліду Кулібалі          | Наполі                     |
| 14          | Йозуа Кімміх             | Баварія                    |
| 15          | Джорджо К'єлліні         | Ювентус                    |
| 16          | Дані Карвахаль           | Реал Мадрид                |
| 17          | Емерік Ляпорт            | Манчестер Сіті             |
| 18          | Дієго Годін              | - Атлетіко - Інтер         |
| 19          | Жуан Канселу             | - Ювентус - Манчестер Сіті |
| 20          | Алекс Сандро             | Ювентус                    |
| Midfielders |                          |                            |
| 4           | Н'Голо Канте             | Челсі                      |
| 5           | Серхіо Бускетс           | Барселона                  |
| 6           | Бернарду Сілва           | Манчестер Сіті             |
| 7           | Поль Погба               | Манчестер Юнайтед          |
| 8           | Кевін Де Брейне          | Манчестер Сіті             |
| 9           | Тоні Кроос               | Реал Мадрид                |
| 10          | Іван Ракитич             | Барселона                  |
| 11          | Артур                    | Барселона                  |
| 12          | Артуро Відаль            | Барселона                  |
| 13          | Каземіро                 | Реал Мадрид                |
| 14          | Крістіан Еріксен         | Тоттенгем                  |
| 15          | Душан Тадич              | Аякс                       |
| Forwards    |                          |                            |
| 4           | Садіо Мане               | Ліверпуль                  |
| 5           | Мохаммед Салах           | Ліверпуль                  |
| 6           | Неймар                   | ПСЖ                        |
| 7           | Луїс Суарес              | Барселона                  |
| 8           | Серхіо Агуеро            | Манчестер Сіті             |
| 9           | Рахім Стерлінг           | Манчестер Сіті             |
| 10          | Гаррі Кейн               | Тоттенгем                  |
| 11          | Роберто Фірміно          | Ліверпуль                  |
| 12          | Антуан Грізманн          | - Атлетіко - Барселона     |
| 13          | Роберт Левандовський     | Баварія                    |
| 14          | Сон Хин Мін              | Тоттенгем                  |
| 15          | Карім Бензема            | Реал Мадрид                |

## Переможці та номінанти (жінки)

### Найкраща футболістка світу
Критеріями вибору були відповідні досягнення за період з 25 травня 2018 року по 7 липня 2019 року.
12 найкращих кандидаток були названі 31 липня 2019 року. Список фіналістів номінації було названо 2 вересня 2019 року.
Меган Рапіноу виграла нагороду, отримавши 19,7 % голосів.
| №               | Гравець              | Клуб                              | Національність | Голоси (%) |
| Фіналістки      | Фіналістки           | Фіналістки                        | Фіналістки     | Фіналістки |
| --------------- | -------------------- | --------------------------------- | -------------- | ---------- |
| 1               | Меган Рапіноу        | Рейн                              | США            | 19.74 %    |
| 2               | Алекс Морган         | Орландо Прайд                     | США            | 18.03 %    |
| 3               | Люсі Бронз           | Ліон                              | Англія         | 12.45 %    |
| Інші кандидатки |                      |                                   |                |            |
| 4               | Амандін Анрі         | Ліон                              | Франція        | 9.87 %     |
| 5               | Вівіанн Мідема       | Арсенал                           | Нідерланди     | 9.87 %     |
| 6               | Роуз Лавель          | Вашингтон Спіріт                  | США            | 9.01 %     |
| 7               | Джулі Ертц           | Чикаго Ред Стар                   | США            | 7.73 %     |
| 8               | Ада Хегерберг        | Ліон                              | Норвегія       | 6.44 %     |
| 9               | Венді Ренар          | Ліон                              | Франція        | 3.86 %     |
| 10              | Еллен Уайт           | - Бірмінгем Сіті - Манчестер Сіті | Англія         | 3 %        |
| 11              | Сем Керр             | - Перт Глорі - Чикаго Ред Стар    | Австралія      | 0 %        |
| 12              | Кароліна Грем Хансен | - Вольфсбург - Барселона          | Норвегія       | 0 %        |

### Найкращий воротар серед жінок світу
| №          | Гравець           | Клуб                        | Національність | Очки       |
| Фіналістки | Фіналістки        | Фіналістки                  | Фіналістки     | Фіналістки |
| ---------- | ----------------- | --------------------------- | -------------- | ---------- |
| 1          | Сарі ван Венендал | - Арсенал Атлетіко (Мадрид) | Нідерланди     |            |
| 2          | Крістіана Ендлер  | Парі Сен-Жермен             | Чилі           |            |
| 3          | Гедвіг Ліндаль    | - Челсі Вольфсбург          | Швеція         |            |

### Найкращий тренер жіночих команд світу
| №              | Тренер            | Команда             | Голоси (%) |           |
| Фіналісти      | Фіналісти         | Фіналісти           | Фіналісти  | Фіналісти |
| -------------- | ----------------- | ------------------- | ---------- | --------- |
| 1              | Джилл Елліс       | США                 | 20.69 %    |           |
| 2              | Саріна Вігман     | Нідерланди          | 17.24 %    |           |
| 3              | Філ Невілл        | Англія              | 13.36 %    |           |
| Інші кандидати |                   |                     |            |           |
| 4              | Рейнальд Педрос   | Ліон                | 12.07 %    |           |
| 5              | Петер Герхардссон | Швеція              | 9.91 %     |           |
| 6              | Мілена Бертоліні  | Італія              | 9.48 %     |           |
| 7              | Футоші Ікеда      | Японія              | 5.6 %      |           |
| 8              | Антонія Іс Пінера | Іспанія             | 5.17 %     |           |
| 9              | Джо Монтемурро    | Арсенал             | 4.31 %     |           |
| 10             | Пол Райлі         | Норт Кароліна Кураж | 2.16 %     |           |

### Збірна футболісток ФІФА
| Гравець           | Клуб                        |
| Воротар           | Воротар                     |
| ----------------- | --------------------------- |
| Сарі ван Венендал | - Арсенал Атлетіко (Мадрид) |
| Захисники         |                             |
| Люсі Бронз        | Ліон                        |
| Венді Ренар       | Ліон                        |
| Нілла Фішер       | - Вольфсбург - Лінчопінг    |
| Келлі О'Гара      | Юта Роялс                   |
| Півзахисники      |                             |
| Амандін Анрі      | Ліон                        |
| Джулі Ертц        | Чикаго Ред Стар             |
| Роуз Лавель       | Вашингтон Спіріт            |
| Нападники         |                             |
| Марта             | Орландо Прайд               |
| Алекс Морган      | Орландо Прайд               |
| Меган Рапіноу     | Рейн                        |

## Переможці та номінанти (змішані нагороди)

### Премія за чесну гру Fair Play
| Переможець                                     | Причина |
| ---------------------------------------------- | --- |
| Марсело Б'єлса та футбольний клуб Лідс Юнайтед | Наказав своїм гравцям (Лідс Юнайтед) не чинити опір, аби суперник зміг забити гол, після того як Лідс забив гол незважаючи на пошкодження гравця Астон Вілли. |

### Нагорода імені Ференца Пушкаша
Десять гравців, що потрапили в шорт-лист на здобуття нагороди були оголошені 19 серпня 2019 року. Трійка фіналістів була представлена на офіційному вебсайті ФІФА 2 вересня 2019 р.
Переможцем став Даніель Жорі, якого обрала група з десяти «експертів ФІФА».
| №              | Гравець            | Матч                                    | Змагання                                   | Дата            | %         |           |
| Фіналісти      | Фіналісти          | Фіналісти                               | Фіналісти                                  | Фіналісти       | Фіналісти | Фіналісти |
| -------------- | ------------------ | --------------------------------------- | ------------------------------------------ | --------------- | --------- | --------- |
| 1              | Даніель Жорі       | Дебрецен — Ференцварош                  | Чемпіонат Угорщини з футболу 2018—2019     | 16 лютого 2019  |           |           |
| 2              | Ліонель Мессі      | Реал Бетіс — Барселона                  | Ла-Ліга 2018—2019                          | 17 березня 2019 |           |           |
| 3              | Хуан Кінтеро       | Рівер Плейт — Расінг (Авельянеда)       | Чемпіонат Аргентини з футболу 2018—2019    | 10 лютого 2019  |           |           |
| Інші кандидати |                    |                                         |                                            |                 |           |           |
|                | Матеус Кунья       | Баєр 04 — РБ Лейпциг                    | Бундесліга 2018—2019                       | 6 квітня 2019   |           |           |
|                | Златан Ібрагімович | Торонто — Лос-Анджелес Гелаксі          | MSL 2018                                   | 15 вересня 2018 |           |           |
|                | Нчут Аджара        | Камерун (жінки) — Нова Зеландія (жінки) | Чемпіонат світу з футболу серед жінок 2019 | 20 червня 2019  |           |           |
|                | Фабіо Квальярелла  | Сампдорія — Наполі                      | Італійська Серія A 2018—2019               | 2 вересня 2018  |           |           |
|                | Емі Родрігес       | Юта Роялс — Скай Блу                    | 2019 Національна жіноча соккер ліга        | 16 червня 2019  |           |           |
|                | Біллі Сімпсон      | Сіон Свіфтс Ледіс — Кліфтонвілль        | Чемпіонат Північної Ірландії 2018 (жінки)  | 9 серпня 2018   |           |           |
|                | Андрос Таунсенд    | Манчестер Сіті — Крістал Пелес          | Прем'єр-ліга 2018—2019                     | 22 грудня 2018  |           |           |

### Нагорода вболівальників
Нагорода відзначає найкращі фанатські моменти чи жести у період з вересня 2018 року по вересень 2019 року, незалежно від чемпіонату, статі чи національності. Цей список був складений групою експертів ФІФА, і кожен зареєстрований користувач FIFA.com міг проголосувати до 23 вересня 2019 року. Трійку номінантів було оголошено 2 вересня 2019 року.
Переможницею стала Сільвія Грекко — 58 % голосів.
| № | Фан(и)                       | Матч  | Змагання                                   | Дата                | Відсоток |
| - | ---------------------------- | ----- | ------------------------------------------ | ------------------- | -------- |
| 1 | Сільвія Грекко               | різні | матчі Палмейраса                           | різні               | 58 %     |
| 2 | Хусто Санчес                 | різні | матчі Рампла Хуніорс                       | різні               | 32 %     |
| 3 | фани зб. Нідерландів (жінки) | різні | Чемпіонат світу з футболу серед жінок 2019 | Червень–Липень 2019 | 10 %     |